# Приквел
Пріквел або приквел (англ. prequel) — художній твір, роман, повість, фільм, серіал, відеогра тощо, який розповідає про події, які сталися до подій існуючого художнього твору.
Пріквел є ніби продовженням навпаки — з одного боку він використовує популярність та ідеї існуючого первісного твору, але не є його прямим продовженням. У ньому розповідається передісторія подій з героями, описаними у первісному творі. Зазвичай пріквели є самостійнішими, ніж сіквели, оскільки не є прямим продовженням сюжету першооснови, а також часто можуть не використовувати тих самих героїв. Зазвичай ідуть за популярним і комерційно вдалим твором, коли немає можливості продовження — наприклад, коли у першому фільмі герої гинуть.